# Ломянки (гмина)
Ломянки (пол. Łomianki) — гмина (уезд) в Польше, входит как административная единица в Западноваршавский повет, Мазовецкое воеводство. Население — 21 259 человек (на 2004 год).

## Демография
| Перепись                       | Всего   | Всего | Женщины | Женщины | Мужчины | Мужчины |
| ------------------------------ | ------- | ----- | ------- | ------- | ------- | ------- |
| Единицы                        | человек | %     | человек | %       | человек | %       |
| Население                      | 21 259  | 100   | 10 952  | 51,5    | 10 307  | 48,5    |
| Плотность населения (чел./км²) | 558,6   | 558,6 | 287,8   | 287,8   | 270,8   | 270,8   |

## Поселения
1. Домброва-Лесьна
2. Ломянки-Старе
3. Дзеканув-Байковы
4. Дзеканув-Лесьны
5. Дзеканув-Новы
6. Дзеканув-Польски
7. Келпин
8. Кемпа-Келпиньска
9. Ломянки-Хопина
10. Ломянки-Дольне
11. Садова
12. Езоро-Павловске
13. Езоро-Фабрычне
14. Езоро-Вейске
15. Езоро-Келпиньске
16. Езоро-Дзекановске

## Соседние гмины
1. Гмина Чоснув
2. Гмина Изабелин
3. Гмина Яблонна
4. Варшава